# El Arenal, Pahuatlán
El Arenal är en ort i Mexiko.   Den ligger i kommunen Pahuatlán och delstaten Puebla, i den sydöstra delen av landet, 140 km nordost om huvudstaden Mexico City. El Arenal ligger 1 042 meter över havet och antalet invånare är 154.
Terrängen runt El Arenal är bergig åt sydost, men åt nordväst är den kuperad. El Arenal ligger nere i en dal. Runt El Arenal är det ganska tätbefolkat, med 230 invånare per kvadratkilometer. Närmaste större samhälle är Huauchinango, 16,3 km sydost om El Arenal. I omgivningarna runt El Arenal växer i huvudsak blandskog.